# 逐夢練習曲
《逐夢練習曲》（英語：The Box，： Deo Bakseu）是一部2021年韓國歌舞公路電影，由Yeonghwasa Take有限公司的梁正雄執導。故事講述對音樂極有熱誠的歌手（朴燦烈飾）和落魄的音樂製作人（趙達煥飾）兩人踏上的音樂之旅。Cine Pilwoon Co., Ltd.於2021年3月24日上映。

## 演員
- 朴燦烈 飾 智勳[3]
- 趙達煥 飾 民秀[4]
- 金芝賢 飾 Na-na
- Gaeko（英语：Gaeko） 客串
- 姜珠熙 客串

## 製作

### 背景
2020年7月30日，所屬經紀公司SM娛樂宣布EXO成員燦烈將出演這部電影。主体拍摄於2020年8月下旬開始進行。

### 劇情
故事講述對音樂極有熱誠，但必須藏在箱子裡才敢唱歌的智勳，有一天被過氣的音樂製作人民秀發掘，簽下與之橫跨全國演唱十次的合約，就此展開的奇蹟音樂之旅。這是一部点唱机音乐剧，智勳在當中翻唱了數首酷玩樂團、怪奇比莉、切特·貝克、瑪麗亞·凱莉、法瑞尔·威廉姆斯和韓國的熱門金曲。

## 上映
3月27日，電影宣布計畫在32個國際市場放映。
《逐夢練習曲》計劃在美國、新加坡、印尼、越南、日本和澳洲等11個國家/地區上映。它於2021年4月1日、4月7日和4月8日分別在新加坡、印尼和馬來西亞上映。

## 原聲帶
上映前原聲帶專輯的預售量已超過6萬張。《逐夢練習曲》空降iTunes全球專輯榜第4名，收錄曲打入了6個國家的排行榜。
| 收錄曲 | 收錄曲                            | 收錄曲                                                    | 收錄曲                 | 收錄曲                | 收錄曲 |
| 曲序   | 曲目                              |                                                           | 作曲                   | Artist                | 时长   |
| ------ | --------------------------------- | --------------------------------------------------------- | ---------------------- | --------------------- | ------ |
| 1.     | Break Your Box                    | 燦烈                                                      | 燦烈                   | 燦烈                  | 3:15   |
| 2.     | Cowboys & Aliens                  | Chimmi                                                    | Peter of CHIMMI        | Peter of CHIMMI       | 4:00   |
| 3.     | Bad Guy                           | 怪奇比莉、菲尼亞斯·奧康奈爾                               | 燦烈                   | 燦烈                  | 2:57   |
| 4.     | Without You                       | 彼得·漢姆、湯姆·伊凡                                      | 燦烈                   | 燦烈                  | 2:55   |
| 5.     | Heaven                            | Aancod                                                    | Aancod                 | Aancod                | 2:00   |
| 6.     | Happy                             | 菲瑞·威廉斯                                               | Aancod、燦烈           | 燦烈、Aancod          | 2:32   |
| 7.     | Break Your Box（精簡版）          | Ecobridge                                                 | Ecobridge              | Ecobridge             | 2:42   |
| 8.     | Summertime                        | 朵洛西·海沃德、乔治·格什温、杜博斯·海沃德、艾拉·蓋希文    | 金智賢                 | 金智賢                | 3:14   |
| 9.     | My Funny Valentine                | 勞倫茲·哈特、理察·羅傑斯                                  | 燦烈                   | 燦烈                  | 2:42   |
| 10.    | What a Wonderful World            | 喬治·大衛·威斯、鮑勃·蒂勒                                 | 燦烈 & 金智賢          | 燦烈 & 金智賢         | 3:26   |
| 11.    | Raining                           | Ecobridge                                                 | 燦烈                   | 燦烈                  | 4:06   |
| 12.    | One Day（어느 날 문득）           | Ecobridge                                                 | Ecobridge              | Ecobridge             | 4:30   |
| 13.    | Everyday With You（매일 그대와）  | 崔盛元                                                    | 燦烈                   | 燦烈                  | 2:05   |
| 14.    | Captain No.7（캡틴）              | Park Ju-won                                               | Park Juwon & Danny Koo | Park Juwon、Danny Koo | 2:23   |
| 15.    | When I am in Busan（부산에 가면） | Ecobridge                                                 | 趙達煥                 | 趙達煥                | 3:11   |
| 16.    | A Sky Full of Stars               | 蓋·貝瑞曼、強尼·邦藍、威爾·查恩、克里斯·馬汀、提姆·貝里林 | 燦烈                   | 燦烈                  | 4:13   |
| 17.    | Break Your Box（原聲版）          | 燦烈, Ecobridge                                           | 燦烈                   | 燦烈                  | 3:44   |
| 18.    | Break Your Box（隱藏曲目）        | 燦烈、Ecobridge                                           | 燦烈                   | 燦烈                  | 4:40   |

## 反響

### 票房
這部電影於2021年3月24日在372家影院上映，並奪得上映首日的票房冠軍。
根據韓國電影協會的數據，截至2021年12月12日，它在2021年上映的所有韓國電影中排名第20位，票房收入為85萬美元，動員122,469人觀影。
| 觀影人數（截至每週末） | 觀影人數（截至每週末） | 觀影人數（截至每週末） |
| 週末                   | 累計動員               | 票房排位               |
| ---------------------- | ---------------------- | ---------------------- |
| 截至2021年5月2日       | 121,117                | 18                     |
| 截至2021年4月11日      | 117,302                | 16                     |
| 截至2021年4月4日       | 108,602                | 6                      |
| 截至2021年3月28日      | 75,723                 | 4                      |

### 評價
根據韓國汇总媒体Naver電影數據庫，電影獲得8.63%的觀眾支持率。
Yahoo Style的布萊恩·譚（Brian Tan）給這部電影打了3.5星（滿分5星），在評論中，他稱讚燦烈在整部電影中呈現的優美人聲和原聲效果，及演繹出角色可愛、內向和最脆弱一面。ABS-CBN新聞的弗瑞德·霍森（Fred Hawson）評論寫道，這部電影的主要吸引力在於EXO成員燦烈的領銜表演和他的歌曲錄音。他認為，將這部電影做成一趟公路旅行，增加了此概念的吸引力。霍森在解釋電影故事背後的前提時寫道：「……簡單的前提——一位才華橫溢的音樂藝術家，不敢獨自在人們面前演奏他的音樂，而製作人足夠相信他的才華，願意花時間和錢把他從他的殼（或盒子）裡帶出來。」
韓國娛樂新聞網站The Seoul Story稱燦烈的男中音演唱「俘獲觀眾的心」。音樂總監艾柯·布里奇（Echo Bridge）也對燦烈讚譽有加，「過去很少看到他唱歌，但這次在電影中聽到他的中低音，有種奇妙的魅力，選曲時也有特別著重在這部分。」

## 外部連結
- 《逐夢練習曲》在HanCinema的页面（英文）
- 韩国电影数据库（KMDb）上《逐夢練習曲》的資料
- NAVER上《逐夢練習曲》的資料